# Saint-Sernin-sur-Rance
Saint-Sernin-sur-Rance é uma comuna francesa na região administrativa de Occitânia, no departamento de Aveyron. Estende-se por uma área de 11,14 km². Em 2010 a comuna tinha 720 habitantes (densidade: 64,6 hab./km²).